# Dunaújvárosi Kohász KA
Dunaújvárosi Kohász Kézilabda Akadémia (Dunaújvárosi Kohász KA, DKKA) är en handbollsklubb på damsidan från Dunaújváros i Ungern, bildad ursprungligen 1979 som Dunaújvárosi Kohász SE och ombildad 2011. Åren 1989–2009 var klubben del av idrottsföreningen Dunaferr SE och firade då stora framgångar.
Tränare sedan 2024 är Péter Gulyás.

## Lagnamn
- Dunaújvárosi Kohász SE (1979–1989)
- Dunaferr SE/NK (1989–2009)
- Dunaújvárosi NKKSE (2009–2010)
- Dunaújvárosi Regale Klíma (2010–2012)
- Dunaújvárosi Kohász Kézilabda Akadémia (2012–)

## Meriter i urval
- Champions League-mästare 1999
- Cupvinnarcupmästare 1995
- EHF-cupmästare: 1998, 2016
- Europeisk supercupmästare 1999
- Ungerska mästare: 1998, 1999, 2001, 2003, 2004